# Husiti (film)
Husiti jsou český animovaný film režiséra Pavla Koutského z roku 2013. Měl by vyprávět o Zábojovi a Mlhošovi, fiktivních hrdinech, kteří najmutí Čeňkem z Vartemberka pohybují se v blízkosti Jana Husa a Husitů a ovlivňují historické události.
Postavy namluvili Jiří Lábus, Oldřich Kaiser, Viktor Preiss, Martha Issová, Jan Přeučil, Marek Eben.
Pracovní název filmu zněl Hus i ti Husiti. Film vznikal sedm let.
Na motivy filmu vznikla mobilní hra.
Film v roce 2013 v českých kinech vidělo 20 618 diváků.
Na Anifilmu v roce 2014 jsou Husiti jedním z deseti filmů v soutěži.

## Recenze
- František Fuka, FFFilm 5. listopadu 2013 [1]
- Mirka Spáčilová, iDNES.cz 7. listopadu 2013
- Film CZ